# Junior Mochi
Oswaldo Mochi Junior, (Itápolis, 23 de agosto de 1962) é um advogado e político brasileiro, conhecido como Junior Mochi. Ex-prefeito da cidade de Coxim, cumpriu três mandatos como deputado estadual de Mato Grosso do Sul, presidindo a Assembleia Legislativa entre 2015 e 2019.

## Biografia

### Vida pessoal
Oswaldo Mochi Junior, mais conhecido como Junior Mochi, é advogado e está atualmente em seu quarto mandato como deputado estadual.  É pai de Lucas e Heitor Mochi.
Natural de Itápolis-SP, Mochi radicou-se no município sul-mato-grossense de Fátima do Sul na década de oitenta, onde deu início às atividades político-partidárias, assumindo a presidência da Juventude do PMDB na cidade.
Ainda em Fátima, paralelamente às ações políticas, trabalhou no Banco do Brasil e na comarca de Fátima do Sul pelo TJ/MS (Tribunal de Justiça de Mato Grosso do Sul).
No município de Coxim, Mochi dedicou-se a advocacia por 12 anos, tendo presidido a subseção da OAB (Ordem dos Advogados do Brasil) e a APAE (Associação dos Pais e Amigos e Excepcionais) de Coxim, dentre outras instituições. Em 1996 foi eleito prefeito de Coxim, tendo sido reeleito com 72% dos votos validos em 2000, na segunda maior votação proporcional do Estado. Durante o período em que esteve no Executivo foi diretor-tesoureiro da Associação dos Municípios de Mato Grosso do Sul (Assomasul).
Dois anos depois de ter deixado a Prefeitura de Coxim, Junior Mochi foi eleito deputado estadual. Na Assembleia Legislativa, o parlamentar sempre foi atuante com mandato dinâmico, interativo, com foco no desenvolvimento sustentável, no fortalecimento das políticas públicas e no municipalismo.
No primeiro mandato Junior Mochi foi o deputado com mais leis aprovadas. Ao todo 47 projetos. Destas destacam-se a que criou o programa “Ver e Ouvir para Aprender”, nas escolas da Rede Pública de Ensino de Mato Grosso do Sul, assegurando atenção especial aos alunos da rede estadual com limitações visuais e auditivas, que rendeu ao deputado o prêmio nacional Mérito Legislador, concedido aos 150 melhores projetos parlamentares do Brasil.
Com inúmeros outros projetos aprovados nos setores de saúde, segurança, transporte e educação, Mochi destaca-se também no apoio aos programas de educação especial. Por sua iniciativa, Mato Grosso do Sul foi o primeiro Estado a debater publicamente o Marco Legal da Primeira Infância.
Como Presidente da ALEMS, promoveu melhorias estruturais que seguem até hoje, otimizando recursos e a produtividade dos servidores. Modernizou, promoveu reformas, cortou gastos, informatizou, implantou o ponto eletrônico e realizou o 1º concurso da história da ALMS.
Foi o deputado que mais devolveu recursos ao Governo do Estado: R$ 103 milhões do duodécimo que retornaram ao Poder Executivo para serem investidos em áreas prioritárias, em benefício da população sul-mato-grossense.
Durante toda trajetória na vida pública, Mochi conquistou o respeito e reconhecimento político por sua honradez e lealdade ao partido MDB, ao qual sempre fez parte de sua trajetória política.
Em 2022, fruto do reconhecimento ao seu trabalho em prol da população sul-mato-grossense. Foi reconduzido à Assembleia Legislativa com 26. 108 votos de confiança. Esse resultado intensifica seu compromisso de trabalhar mais para que Mato Grosso do sul prospere e seja um Estado cada vez melhor para se viver.
“A história de nossas vidas é contada através das relações que construímos ao longo dela e dos vínculos que conquistamos”, Junior Mochi.

### Carreira política
Filiado ao então no MDB, Junior Mochi foi eleito prefeito em 1996 e reeleito em 2000. Dois anos depois, foi eleito deputado estadual. Foi reeleito em 2010 e 2014.
Em 2015, foi eleito presidente da Assembleia Legislativa, sendo reeleito antecipadamente no ano seguinte.
Nas eleições de 2018, foi candidato ao governo do estado.